# Peter Senft
Peter Senft  (* 21. März 1949 in Bremen) ist ein deutscher Politiker (SPD). Er war Mitglied der Bremischen Bürgerschaft.

## Biografie

### Ausbildung und Beruf
Senft machte nach dem Abitur am Hermann-Böse-Gymnasium in Bremen von 1969 bis 1971 eine Banklehre bei der Dresdner Bank in Bremen und war dann dort als Bankkaufmann tätig. Von 1971 bis 1979 studierte er Rechtswissenschaften an der Universität Bremen. Von 1979 bis 1987 war er Rechtsanwalt beim Amtsgericht und Landgericht Bremen, später beim Oberlandesgericht Bremen. Von 1980 bis 1984 wurde er zugelassen bei der Law Society, London. Ab 1980 forschte er am Institute for Advanced Legal Studies in London und bis 1981 am Institute of Criminology und King`s College in Cambridge. 1981 bis 1984 war er DAAD Lektor (Dozent) für Deutsches Recht an der University of Surrey.
1985 wurde er in Bremen Landesgeschäftsführer, und von 1986 bis 1990 war er Bundesgeschäftsführer des Sozialverbandes Reichsbund in Bonn (heute SoVD).
Von 1991 bis 2005 war er Sekretär beim Vorstand der IG Metall, ab 1991 bei der Bezirksleitung Berlin-Brandenburg und ab 1995 im Berliner Büro und von 2002 bis 2005 bei der IG Metall Bezirksleitung Berlin-Brandenburg-Sachsen. Von Januar 2006 bis Dezember 2009 war er Referent für Arbeit und Soziales (Botschaftsrat) an der Deutschen Botschaft in Pretoria tätig. 2010 kehrte er zum Vorstand der IG Metall zurück und wurde in das Sekretariat des Europäischen Metallgewerkschaftsbundes (EMB) in Brüssel entsandt. Von November 2011 bis November 2015 war er Referent für Arbeit und Soziales (Botschaftsrat) an der Deutschen Botschaft in Kairo. Von 2012 bis 2015 war als Referent für Arbeit und Soziales (Botschaftsrat) an der Botschaft in Tunis nebenakkreditiert.
Von 1991 bis 2005 war Senft Ehrenamtlicher Richter am Landesarbeitsgericht Brandenburg in Potsdam. Seit 1971 ist er Gewerkschaftsmitglied und war bis 1991 in verschiedenen Funktionen ehrenamtlich tätig. Er war Jugendvertreter, Betriebsratsmitglied, Personalratsmitglied. An der Botschaft in Pretoria und an der Botschaft Kairo war er jeweils vier Jahre Personalratsvorsitzender.
Von 2001 bis 2005 war er Lehrbeauftragter an der Humboldt-Universität zu Berlin zum Thema Privatisierungspolitik der Treuhandanstalt in den Neuen Bundesländern aus Sicht der Gewerkschaften.
Seit Dezember 2015 ist er im Ruhestand. Zeitweise arbeitet er noch für IG Metall, Friedrich-Ebert-Stiftung und Nordmetall als Berater.
Senft ist verheiratet und hat zwei Kinder.

### Politik
Senft wurde 1966 Mitglied in der SPD in Bremen und war Ortsvereinsvorsitzender, Juso-Unterbezirksvorsitzender Bremen und Mitglied im Juso-Landesvorstand Bremen. Seit 1980 ist er auch  Mitglied der Labour Party. Von 1986 bis 1990 war er im SPD-Bezirk Mittelrhein und im SPD-Ortsvereinsvorstand von Bad Godesberg-Nord. Seit 1991 bis heute übt er Funktionen in der Berliner SPD, u. a. als Kreisvorsitzender im Bezirk Zehlendorf und als stellvertretender Kreisvorsitzender im Bezirk Steglitz-Zehlendorf aus. Von 2002 bis 2005 war er als Vertreter des Landesverbandes Berlin Mitglied des Parteirates der Bundes-SPD.
Er war vom Dezember 1971 bis 1979 Mitglied der 8. und 9. Bremischen Bürgerschaft und wirkte in verschiedenen Deputationen und Ausschüssen der Bürgerschaft mit, so in den Deputationen für Rechtspflege und Strafvollzug, für Bildung und im Datenschutzausschuss. 1971 bis 1975 war er Vorsitzender des Anstaltsbeirates für den Jugendvollzug in Bremen und von 1975 bis 1979 Mitglied des Anstaltsbeirates für den Erwachsenenvollzug in Bremen.

### Mitgliedschaften
Senft ist seit 1994 Mitglied des Vorstandes und seit 2003 Stellvertretender Vorsitzender im Förderkreis Kulturzentrum Haus am Lützowplatz, der die gleichnamige Galerie für zeitgenössische Kunst in Berlin betreibt. 
Senft ist aktiv in der Evangelischen Kirche. Er war von 2000 bis 2005 Mitglied der Kreissynode Teltow-Zehlendorf der Evangelischen Kirche Berlin-Brandenburg-schlesische Oberlausitz. Seit 2017 ist er Mitglied des Gemeindekirchenrates (GKR) der Evangelischen Kirchengemeinde Berlin-Dahlem.
Im Martin-Niemöller-Haus Berlin-Dahlem e. V., Erinnerungsort im Pfarrhaus von Martin Niemöller, ist er Mitglied im Programmbeirat.
Seit 2019 ist Senft stellvertretender Vorsitzender des Deutsch-Südafrikanischen-Forums (DeSaFor), Berlin.
Er ist Mitglied im Alumni Verein der Universität Bremen und im Vorstand der Weserbrücke, der Freunde der Bremer Landesvertretung in Berlin.